# Caso del sangue infetto in Italia
Il caso del sangue infetto in Italia è stata una vicenda sviluppatasi dagli anni settanta agli anni novanta che ha visto la somministrazione di sangue e plasma non testati per la presenza dei virus delle epatiti virali (HBV e HCV) e dell'HIV, evento simile a quello degli emoderivati infetti.
La maggioranza dei contagi è avvenuta tra i malati talassemici ed emofilici, costretti a effettuare periodiche trasfusioni prima della formulazione degli specifici farmaci emoderivati. Inoltre, molti contagi si sono verificati in trasfusi occasionali nel corso di interventi chirurgici o nel caso di emorragie.

## Evoluzione della normativa
La prima disposizione in materia di controlli sui donatori di sangue è la circolare del Ministero della Sanità n. 50 del 28 marzo 1966 che dispone che si eviti di procedere alla donazione nel caso in cui il donatore abbia avuto manifestazioni di epatite virale o sia stato a contatto con malati di epatite nei sei mesi precedenti. Inoltre, la circolare prescrive la verifica periodica delle transaminasi di tutti i donatori, verifica che deve essere effettuata anche su ogni donazione effettuata: nel caso di valori fuori dal normale, il donatore deve essere sottoposto a ulteriori accertamenti e il sangue donato deve essere destinato solamente alla produzione di gammaglobuline o albumine (il cui metodo di produzione si ritiene non comporti il rischio di diffusione di infezioni).
Questa circolare è di fondamentale importanza in quanto riconosce che, sebbene non siano disponibili test diretti per la ricerca dei virus dell'epatite, un innalzamento delle transaminasi può essere segno di un'infezione da virus epatitici.
Nel 1968 si ha la scoperta che un antigene noto fin dal 1963 (l'antigene Australia, HBsAg) è l'antigene di superficie del virus che causa l'epatite B. Vengono messi a punto fin dall'inizio degli anni settanta dei test di prima generazione per la determinazione di questo antigene nel siero mentre i test di seconda generazione, più sensibili, si hanno a partire dal 1978.
La circolare n. 68 del 4 luglio 1978 della direzione generale del servizio farmaceutico dispone la ricerca mediante dosaggio radioimmunologico (test di seconda generazione) dell'HBsAg su ogni donazione di sangue, sul plasma e sul prodotto finito nel caso di emoderivati, a esclusione dell'albumina. Il Centro Nazionale Trasfusione Sangue della Croce Rossa Italiana e molti centri trasfusionali italiani effettuano i test per la ricerca dell'antigene Australia fin dal 1972.
Dal 1984 viene effettuata la ricerca delle transaminasi (ALT e AST) sui donatori e sulle sacche donate.
Il 17 luglio 1985, la direzione generale del servizio igiene pubblica emana una circolare con cui dispone la determinazione su ogni unità di sangue donato della presenza degli anticorpi anti-LAV/HTLV-III (come inizialmente identificati i virus HIV).
Solamente con la legge n. 531 del 29 dicembre 1987 si ha un atto normativo propriamente detto con cui le unità sanitarie locali vengono obbligate a eseguire la determinazione della presenza del virus HIV nelle unità di sangue raccolte.
Nonostante il fatto che dal settembre 1989 sia disponibile in Italia il test per la ricerca degli anticorpi anti-HCV (virus causante l'epatite C), la direzione generale del servizio farmaceutico, con lettera-circolare del 1º ottobre 1989 indirizzata solamente alle aziende produttrici di emoderivati e non ai centri trasfusionali, invita alla determinazione sul plasma dei soli valori dell'alanina transaminasi (ALT).
Si dovrà attendere il 1990 per avere un atto normativo parzialmente coerente con le effettive conoscenze tecnico-scientifiche in materia di trasmissione di infezioni tramite trasfusioni. Infatti, con decreto ministeriale del 21 luglio 1990 (pubblicato in Gazzetta Ufficiale il successivo 22 agosto) il ministro De Lorenzo richiama l'obbligo da parte dei servizi trasfusionali di effettuare su ogni unità di sangue e plasma donato la ricerca dell'antigene di superficie del virus dell'epatite B (HBsAg) e degli anticorpi anti-HIV e impone, in aggiunta, la ricerca degli anticorpi anti-HCV e la determinazione dell'alanina transaminasi (ALT). Nel caso dell'ALT, si considerano da eliminare le donazioni con valori superiori a 1,5 volte il valore normale (contro un valore di 1,2 volte stabilito dalla comunità scientifica), valore però che non esclude il rischio di infezione, considerato il decorso della malattia epatica da infezione da HCV. La norma non dispone, invece, l'utilizzo della tecnica PCR (NAT) per la determinazione della presenza del virus HCV, tecnica ideata da Saiki nel 1985 e dal 1989 diffusamente disponibile anche in modalità automatizzata.
Nel decreto ministeriale datato 15 gennaio 1991 in cui vengono aggiornati i protocolli per l'accertamento dell'idoneità dei donatori di sangue e plasma, si ribadisce la necessità della determinazione su ogni donazione, tra gli altri, dell'alanina transaminasi con metodo ottimizzato, degli anticoripi anti-HIV, dell'antigene di superficie del virus dell'epatite B (HBsAg) e degli anticorpi anti-HCV.
Il decreto ministeriale del 26 gennaio 2001 aggiorna nuovamente i protocolli, innalzando il limite per l'alanina transaminasi a 2 volte il valore normale e disponendo la ricerca del virus HCV anche mediante la tecnica di biologia molecolare NAT. Il decreto ministeriale del 27 marzo 2008 dispone l'utilizzo della tecnica NAT anche per la ricerca dei virus HBV e HIV.

## Procedimenti civili
Sul piano civilistico, sono migliaia le cause intraprese contro il Ministero della Salute da parte di soggetti danneggiati da trasfusioni al fine di vedersi riconosciuto il diritto all'indennizzo previsto dalla legge n. 210/1992 e il risarcimento dei danni subiti. Il ministero è responsabile per omessa attività normativa e carenza di pratica vigilanza circa la produzione, commercializzazione e distribuzione del sangue e suoi derivati.
La prima sentenza in Italia venne emessa il 27 novembre 1998 dal Tribunale civile di Roma (confermata dalla Corte d'Appello nel 2000 e quindi dalla Cassazione nel 2005) a cui seguirono altre numerose sentenze di altri uffici giudiziari. Dopo circa dieci anni di orientamenti contrastanti della giurisprudenza, le Sezioni Unite della Corte di Cassazione emisero dieci sentenze gemelle (dalla n. 576 alla n. 585 dell'11 gennaio 2008) che hanno riordinato la responsabilità da trasfusioni di sangue infetto e somministrazione di emoderivati incidendo, indirettamente, sull'intera materia della responsabilità civile.
L'aumento esponenziale delle condanne a ingenti risarcimento dei danni, quasi esclusivamente nei confronti del Ministero della Salute, ha causato un ritardo nei pagamenti che ha sollevato un ulteriore scandalo in quanto molti dei danneggiati, beneficiari di sentenze a loro favore, sono deceduti a seguito delle malattie infettive prima di essere pagati dallo Stato. Nel 2013, per ovviare al ritardo della liquidazione delle sentenze, una cordata di danneggiati, a cui hanno poi aderito diversi studi legali, ha tentato la vendita in blocco dei crediti complessivi per decine di milioni di euro.